# Santana da Vargem
Santana da Vargem is een gemeente in de Braziliaanse deelstaat Minas Gerais. De gemeente telt 7.222 inwoners (schatting 2009).

## Aangrenzende gemeenten
De gemeente grenst aan Boa Esperança, Coqueiral en Três Pontas.